# Europees kampioenschap dammen
Het Europees kampioenschap dammen wordt vanaf 1965 gespeeld in een qua frequentie onregelmatige cyclus. 
De organisatie was eerst in handen van de FMJD en vanaf 2002 van de EDC. 

## Recordwinnaars
| Rang | Naam                 | Aantal | Jaren                  |
| ---- | -------------------- | ------ | ---------------------- |
| 1    | Ton Sijbrands        | 4      | 1967, 1968, 1969, 1971 |
| 2    | Aleksandr Georgiejev | 3      | 1995, 2006, 2010       |
| 3    | Guntis Valneris      | 2      | 1992, 2008             |
| 3    | Aleksej Tsjizjov     | 2      | 2012, 2016             |
| 3    | Jan Groenendijk      | 2      | 2022, 2024             |

## Eregalerij
| Jaar | Vorm     | Locatie          | Goud                                   | Zilver                                 | Brons                                  |
| ---- | -------- | ---------------- | -------------------------------------- | -------------------------------------- | -------------------------------------- |
| 1965 | Toernooi | Bolzano          | Iser Koeperman                         | Vjatsjeslav Sjtsjogoljev               | Geert van Dijk                         |
| 1967 | Zwitsers | Livorno          | Ton Sijbrands                          | Vjatsjeslav Sjtsjogoljev               | Andris Andreiko                        |
| 1968 | Toernooi | Livorno          | Ton Sijbrands                          | Wim van der Sluis                      | Ferdi Okrogelnik                       |
| 1969 | Zwitsers | Rome             | Ton Sijbrands                          | Andris Andreiko                        | Andreas Kuyken                         |
| 1971 | Toernooi | Soechoemi        | Ton Sijbrands                          | Andris Andreiko                        | Anatoli Gantvarg                       |
| 1974 | Toernooi | Arco             | Andris Andreiko                        | Anatoli Gantvarg                       | Frank Drost                            |
| 1977 | Toernooi | Brussel          | Rostislav Lesjtsjinski                 | Jan de Ruiter                          | Oscar Verpoest                         |
| 1983 | Toernooi | Deventer         | Vadim Virny                            | Vjatsjeslav Sjtsjogoljev               | Jos Stokkel                            |
| 1987 | Toernooi | Moskou           | Gérard Jansen                          | Vadim Virny                            | Clerc / vd Zee                         |
| 1992 | Toernooi | Parthenay        | Guntis Valneris                        | Rob Clerc                              | Gérard Jansen                          |
| 1995 | Toernooi | Lubliniec        | Aleksandr Georgiejev                   | Guntis Valneris                        | Andrej Kalmakov                        |
| 1999 | Toernooi | Hoogezand        | Harm Wiersma                           | Ton Sijbrands                          | Guntis Valneris                        |
| 2002 | Play-off | Domburg          | Aleksandr Schwarzman                   | Aleksandr Georgiejev                   | Gérard Jansen                          |
| 2006 | Zwitsers | Bovec            | Aleksandr Georgiejev                   | Aleksandr Schwarzman                   | Guntis Valneris                        |
| 2008 | Zwitsers | Tallinn          | Guntis Valneris                        | Aleksandr Georgiejev                   | Edvardas Bužinskis                     |
| 2010 | Zwitsers | Zakopane         | Aleksandr Georgiejev                   | Moerodoello Amrillajev                 | Pim Meurs                              |
| 2012 | Zwitsers | Emmen            | Aleksej Tsjizjov                       | Guntis Valneris                        | Pim Meurs                              |
| 2014 | Zwitsers | Tallinn          | Roel Boomstra                          | Ajnoer Sjajbakov                       | Arnaud Cordier                         |
| 2016 | Zwitsers | İzmir            | Aleksej Tsjizjov                       | Roel Boomstra                          | Martijn van IJzendoorn                 |
| 2018 | Zwitsers | Moskou           | Michael Semianiuk                      | Aleksandr Georgiejev                   | Martijn van IJzendoorn                 |
| 2020 | Zwitsers | Antalya          | niet gespeeld wegens de Coronapandemie | niet gespeeld wegens de Coronapandemie | niet gespeeld wegens de Coronapandemie |
| 2022 | Zwitsers | Kortrijk         | Jan Groenendijk                        | Jitse Slump                            | Roel Boomstra                          |
| 2024 | Zwitsers | Chianciano Terme | Jan Groenendijk                        | Jitse Slump                            | Guntis Valneris                        |